# 阿尔孔萨
阿尔孔萨（法語：Arconsat，法語發音：[aʁkɔ̃sa]）是法国多姆山省的一个市镇，属于蒂耶尔区。

## 地理
阿尔孔萨（45°53'20"N, 3°42'47"E）面积22.63 平方千米，位于法国奥弗涅-罗讷-阿尔卑斯大区多姆山省，该省份为法国中南部省份，北起阿列省接壤，东临卢瓦尔省，南至上盧瓦爾省和康塔爾省，西接科雷兹省和克勒兹省。
与阿尔孔萨接壤的市镇（或旧市镇、城区）包括：圣普列斯特-拉普吕涅、莱萨勒、绍斯泰尔、迪罗勒河畔塞勒、沙布勒洛什。

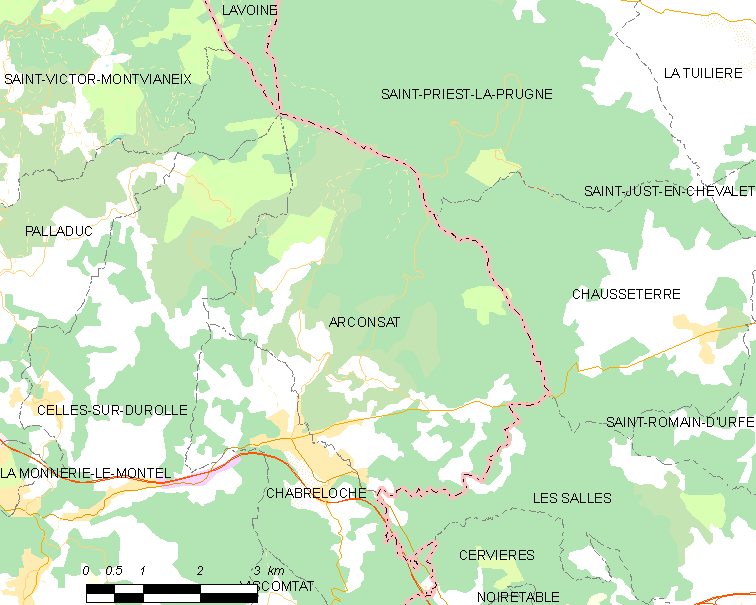
阿尔孔萨的OSM定位图

阿尔孔萨的时区为UTC+01:00、UTC+02:00（夏令时）。

## 行政
阿尔孔萨的邮政编码为63250，INSEE市镇编码为63008。

## 政治
阿尔孔萨所属的省级选区为蒂耶尔县。

## 人口

1962-2008年间阿尔孔萨人口变化图示

阿尔孔萨于2022年1月1日时的人口数量为576人。